# Clematis fulvicoma
Clematis fulvicoma är en ranunkelväxtart som beskrevs av Alfred Rehder och E.H. Wilson. Clematis fulvicoma ingår i släktet klematisar, och familjen ranunkelväxter. Inga underarter finns listade i Catalogue of Life.